# Giulio Cesare Gattoni
Giulio Cesare Gattoni (Como, 12 marzo 1741 – Como, 30 maggio 1809) è stato un gesuita e fisico italiano.

## Biografia
Figlio del marchese Antonio Gattoni e di Caterina Lucini, sviluppò la sua formazione culturale e i suoi studi presso l'istituto dei Gesuiti di Como, situato in corrispondenza dell'attuale numero civico 12 di Via Lambertenghi. Qui, nel 1758, conobbe Alessandro Volta, anch'egli studente in quella sede. Fin da giovane, il Gattoni mostrò un chiaro interesse per gli studi scientifici e per gli esperimenti, senza trascurare, però, la cultura filosofica e teologica, che pure pervadeva il settecento italiano e, particolarmente, l'Illuminismo lombardo. 
Nel 1761 diede vita ad un carteggio con l'amico Alessandro Volta, in cui si dibatteva sull'esistenza dell'anima negli animali. Egli sosteneva, ispirandosi alle opere cartesiane Discorso sul metodo (composto tra il 1633 e il 1637), Meditationes de prima philosophia in qua Dei existentia et animae immortalitas demonstrantur del 1641 ed al trattato Les passion de l'âme del 1649, che gli animali non potessero avere un'anima, poiché la loro essenza era contraddistinta dall'istinto e dal meccanicismo: tutte le componenti dell'universo fisico sarebbero macchine e, in tal senso, non farebbero eccezione né le piante né gli animali. Pertanto, la spiegazione della vita organica di questi ultimi non sarebbe da attribuire ad alcuna anima (nemmeno vegetativa o sensibile), bensì alle semplici forze meccaniche che regolano l'intero universo. Il Volta, invece, replicò "leibnitzianamente", sottolineando che gli animali possedevano un'"anima" in grado di stabilire una "concatenazione" fra le percezioni e le sensazioni e rilevando che tale "anima" potesse "imitare" quella razionale umana, pur essendone, tuttavia, distinta e differente. Del resto, lo stesso Leibnitz sia nel Discours de Métaphysique del 1686 sia nella Lehrsätze über die Monadologie imgleichen von Gott und Seiner Existenz, seinen Eigenschafften und von der Seele des Menschen del 1714  (conosciuta più semplicemente come Monadologia) aveva espresso una distinzione tra una forma di percezione basata sulla semplice memoria, che costituirebbe l'anima animale, e una percezione "razionale", che sarebbe l'essenza dello spirito umano. L'amicizia tra entrambi non venne meno a causa di questa diatriba: anzi, la comune passione per gli studi relativi all'elettricità li spinse ad un contatto sempre più stretto.
Nel 1764 il Gattoni acquistò dal Municipio di Como la Torre tuttora visibile di Porta Nuova, che si erge vicino alla casa avita dei marchesi Gattoni; in essa egli instaurò un laboratorio di fisica, una ricca biblioteca e un osservatorio meteorologico. 
L'anno seguente, nel quale fu ordinato gesuita, divenendo canonico del Duomo di Como, il Gattoni ospitò Alessandro Volta, con cui condusse i primi esperimenti sui fenomeni naturali, sulle proprietà dei gas, sull'elettricità e sulla meteorologia: furono posti dei campanelli elettrostatici ai piedi dei conduttori presenti sulla "Torre Gattoni" dall'analisi dei quali si poté osservare il fenomeno dello "scampanio elettrico" e studiare i cambiamenti atmosferici, rilevando le cariche elettriche presenti nell'aria. Ridotto in scala, questo apparato fu denominato armonica meteorologica naturale, giacché i fili di ferro di diverso diametro, posti su un apposito telaio, erano in grado sia di riprodurre le sette note musicali sia di risultare quali avvisatori di temporali e del grado di "flogisticamento" dell'aria. 
Nel 1768 il Gattoni installò sul tetto della Torre omonima il primo parafulmine italiano e, in conseguenza di questi esperimenti, nacque la dissertazione voltiana De vi attractiva ignis electrici ac phoenomenis inde pendentibus e, nel 1771, lo scritto Novus ac simplicissimus electricorum tentaminum apparatus. A partire dal 1774, le relazioni tra il Gattoni e il Volta divennero meno strette, poiché quest'ultimo fu nominato Reggente delle Scuole Pubbliche di Como e, successivamente, professore di Fisica Sperimentale presso l'Università di Pavia. L'invasione francese dell'Italia e l'occupazione della Lombardia da parte delle truppe napoleoniche implicò una sospensione delle attività scientifiche del Gattoni, anche perché la Torre venne sequestrata nel 1798 e riconvertita dagli occupanti in uno strumento militare. 
Nel 1806, comunque, il Gattoni venne chiamato a presiedere la commissione del Dipartimento del Lario per le invenzioni e scoperte. 
Nel 1808, il Gattoni risultava aver già installato per la prima volta un parafulmine su un campanile dello stesso Dipartimento: si trattava della torre campanaria di Maccio, località dove gli avi dello stesso Gattoni possedevano una residenza di villeggiatura.
Gli ultimi anni di vita furono utilizzati da Giulio Cesare Gattoni per comporre una serie di articoli e volumi a carattere umanistico e politico: avverso alla Rivoluzione francese e tiepido verso lo stesso Illuminismo, a cui attribuiva l'ispirazione ideologica per gli eventi del 1789 e per la successiva "involuzione bonapartista", nel 1802 pubblicò le sue teorie nel volume Testamento, seguito, nel 1805, dal saggio Dell'Educazione Cristiana; infine, nel 1809, scrisse i Quattro articoli dell'Assemblea del 1682 e la libertà della Chiesa Gallicana. 
Nel 1808 decise di donare al Liceo di Como la Torre Gattoni con il gabinetto di fisica e l'impianto elettrico-meteorologico. Affinché gli utenti potessero raggiungere facilmente e celermente il laboratorio, autorizzò un passaggio lungo le mura, tra la scuola e la Torre.
Morì a Como il 30 maggio 1809.